# Церковь Михаила Архангела (Добринка)
Церковь Михаила Архангела (Архангельская церковь) — бывший православный храм в станице Добринской Области Войска Донского, ныне станица Добринка Волгоградской области.

## История
Известно о существовании в 1700 году деревянной церкви во имя Архистратига Михаила в Добринском стане. В 1779 году здание церкви было перестроено. Новая каменная церковь была построена на новом месте в 1842 году на средства прихожан вместо обветшавшей деревянной, которая, в свою очередь, была пожертвована в слободу Елизаветину Воронежской губернии. Священником с 1809 года служил Филиппов Михаил.
Новый храм был сделан из кирпича с такой же колокольней, покрытые листовым железом. Ограда была деревянной на каменном фундаменте. Престолов в нём было два — во имя Архистратига Михаила и в пределе — во имя Воздвижения Честнаго и Животворящего Креста Господня. В 1867 году штат церковных служащих составлял двух священников, одного дьякона, двух дьячков два и двух пономарей. Церковный причт пользовался от прихожан паевым казачьим наделом в количестве 16 десятин. Дома у священноцерковнослужителей были собственные, на общественной земле. Храму принадлежали: караулка для сторожей (деревянная, покрытая железом) и церковно-приходская школа (деревянная, на каменном фундаменте, покрытая железом), рассчитанная на 60 учащихся, открытая в 1893 году. Также работали два приходских училища: Добринское (открыто в 1864 году) и Забурдяковское (открыто в 1908 году).
Хутора прихода: Нижнее-Антошинский, Средне-Антошинский, Верхнее-Антошинский, Верхнее-Безыменский, Нижнее-Безыменский, Болтинский, Григорьевский, Забурзяевский и Студеновский.
В советское время храм был закрыт и разобран в 1932 году. После распада СССР в станице Добринка начался сбор средств на строительство порушенного храма. Был выделен земельный участок, идет работа над проектом. Временный местный православный приход находится в центре станицы, где выполнен ремонт, оборудован алтарь, есть все необходимое для богослужений. Местный мастер Александр Антипов изготовил металлический церковный купол с крестом, который силами станичников был установлен на здании церкви.
В Государственном архиве Волгоградской области находятся документы, относящиеся к этой церкви.